# Zupa ziemniaczana
Zupa ziemniaczana, kartoflanka – prosta zupa z ziemniaków. Do sporządzenia zupy potrzebne są przede wszystkim ziemniaki, oraz inne warzywa jak seler, pietruszka, marchew i cebula. Do zupy dodaje się boczek lub kiełbasę (lub jedno i drugie), lub mięso zastępuje się masłem. 

## Kartoflanka w kulturze
Piosenkę pod tytułem Kartoflanka z własnym tekstem i muzyką Romana Orłowa zaśpiewał i nagrał w 1966 roku Wojciech Młynarski na swojej debiutanckiej płycie Wojciech Młynarski śpiewa swoje piosenki.